# Chalossa
La Chalossa (en occità: Shalòssa; en francès: Chalosse) és un parçan o comarca d'Occitània situat a la Gascunya. La capital històrica fou anomenada Doasit o Aulès, tot i que avui dia la seva vil·la principal és Dacs. Un altre nucli de població destacat és Sent Sever.

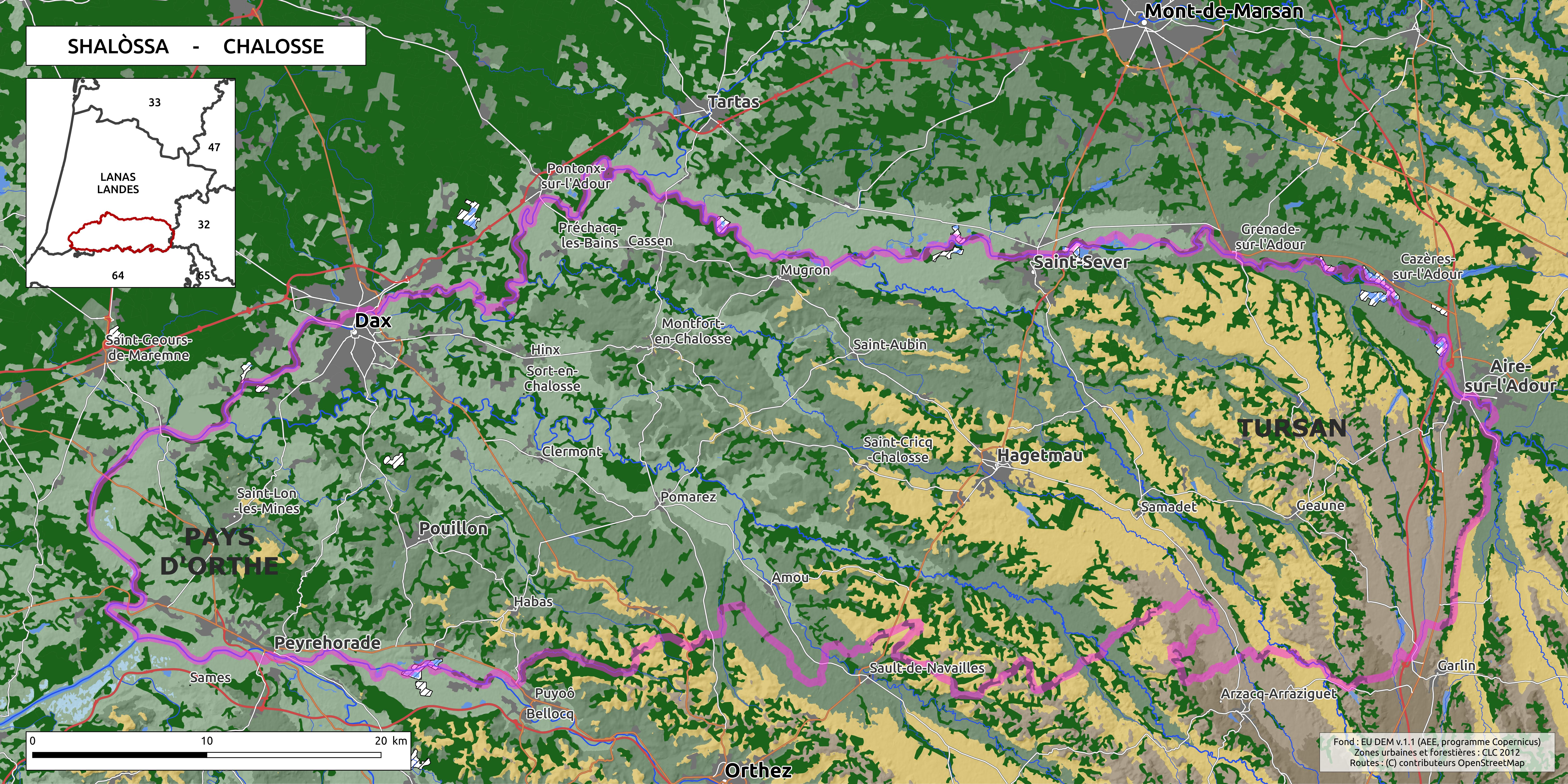
Mapa de la Chalossa

Segons la proposta de divisió territorial d'Occitània del diari Jornalet, basada en l'obra de Frederic Zégierman Le Guide des pays de France, la Chalossa estaria ubicada a la regió de la Gascunya, subregió de Landes i Labrit.
Geogràficament, es considera que la Chalossa és un dels sis parçans gascons que formen part de la regió natural de les Landes de l'Ador.
Oficialment, les comunes de al Chalossa estan adscrites administrativament al departament francès de les Landes (sud), a la regió administrativa de Nova Aquitània.

## Història
Hi podem trobar la primera representació elaborada d'un rostre humà amb la Venus de Brassempouy, una joia del Paleolític superior.

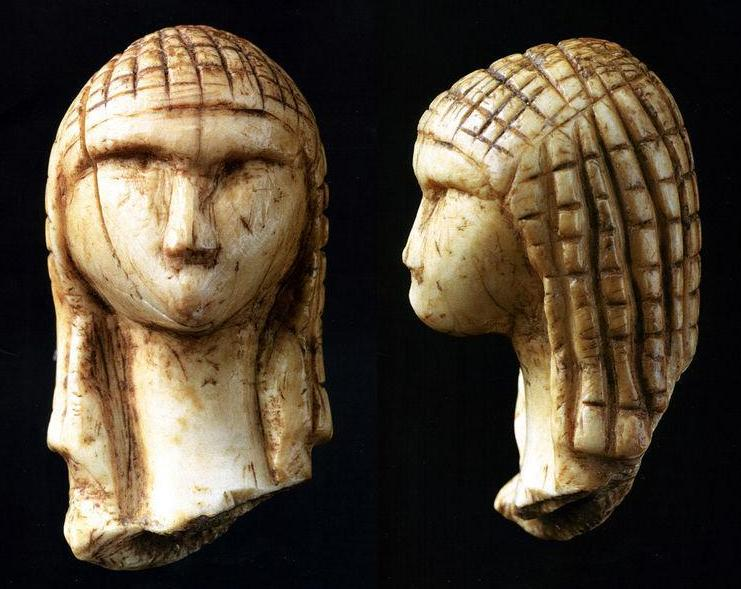
Venus paleolítica trobada a la Chalossa

Durant l'edat mitjana, l'Abadia de Saint-Sever va ser un poderós centre espiritual, econòmic, polític i artístic, integrat en la ruta dels Camins de Sant Jaume a França. El manuscrit del Beatus de Saint-Sever es conserva avui a la Biblioteca Nacional de França (Ms. Lat. 8878).
El nom “Chalosse” designava dos arxiprestats, un depenent de la diòcesi de Dax1 i l'altre de la diòcesi d'Aire7,8.
Dacs era la capital d'una subdivisió administrativa amb els romans, el país de tarbel·les, però vers el segle iv fou subdividida i es va formar una nova divisió administrativa a l'entorn de la ciutat d'Aturensium (Aire). Així la regió de Chalossa va quedar dividida entre Dacs i Aire. Més tard es van formar els bisbats i la part oriental va quedar integrada en el de Tursan (Pagus Aturensis). Al segle xii el bisbat d'Aire es va dividir en dos arxidiaconats, el de Marsan (a la dreta del riu Ador) i el de Tursan, i la comarca de Chalossa va quedar integrat en aquest darrer amb dos arxiprestats el de Tursan i el de Doasit.
Políticament va quedar inclosa en el vescomtat de Tursan i a la seva extinció el 1120 el país fou infeudat als bisbes d'Aire. Va formar un arxiprestat fins a la revolució.

## Llista d'arxiprestes
- Desconeguts vers 1200-1550
- B. Arnaut deu Cassiet 1270
- Johan de Castaignet vers 1415
- Gaspard d'Ornezan 1561-1572
- Guillem de Vic vers 1587
- Henry de Candalle vers 1610 (senyor de Doazit)
- Christophle de Cloche vers 1611-1612
- Helie Joseph Sanguinet 1617-1628
- Bernard Dubroca 1630-1644
- Raimond de Justes 1644-1660
- Jean Despois 1660-1661
- Raymond Decès 1661-1681
- Jean-César Decès 1681-1686
- Jean de Sainct-Espès 1689-1700
- Jean de Sainct-Girons 1700-1710
- Pierre de Mora 1731-1754
- Simon de Mora 1754-1791, suspès el 28 de febrer de 1791
- Pierre Darcet, 1791, renuncia
- Vacant 1791-1801